# Замінені теорії в науці

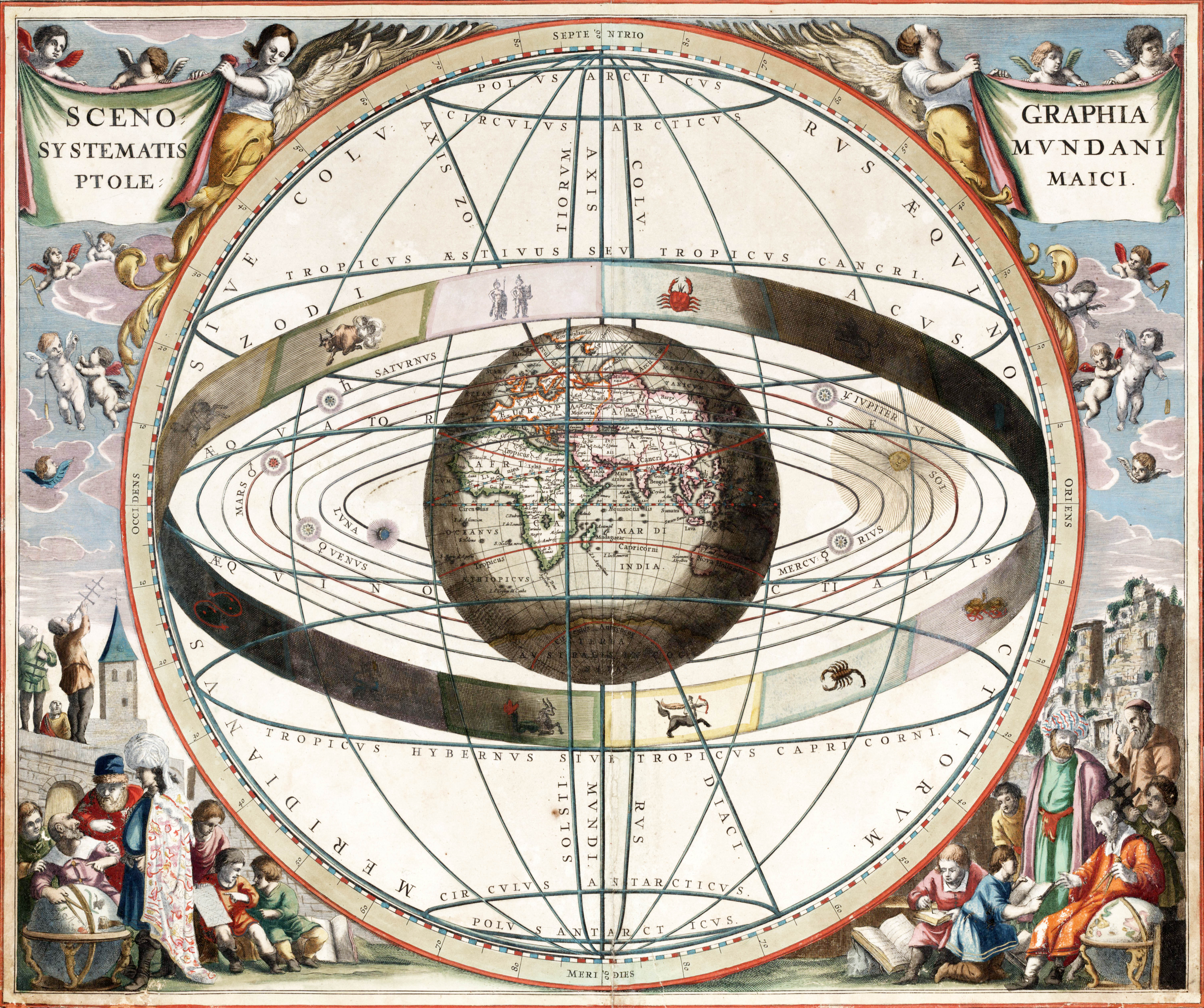
Застаріла геоцентрична модель ставить Землю в центр Всесвіту

Замінені теорії в науці — перелік загальноприйнятих теорій, розроблених в рамках науки, донаукової натурфілософії та природної історії, які з тих пір були замінені науковими теоріями. Багато відкинутих пояснень колись підтримувалися науковим консенсусом, але були замінені після того, як стало доступно більше емпіричної інформації, яка виявила недоліки та спонукала до створення нових теорій, які краще пояснюють наявні дані. Досучасні пояснення виникли до наукового методу з різним ступенем емпіричної підтримки.
Деякі теорії відкидаються повністю, наприклад, на зміну теорії флогістону прийшла енергія та термодинаміка. Деякі теорії, відомі як неповні або в чомусь некоректні, все ще використовуються. Наприклад, класична механіка Ньютона є достатньо точною для практичних розрахунків на повсякденних відстанях і швидкостях, і її все ще викладають у школах. Для великих відстаней і швидкостей, близьких до швидкості світла, необхідно використовувати складнішу релятивістську механіку, а для дуже малих відстаней і об'єктів — квантову механіку.
Деякі аспекти відкинутих теорій повторно використовуються в сучасних поясненнях. Наприклад, теорія міазмів припускала, що всі хвороби передаються через «погане повітря». Сучасна мікробна теорія захворювання передбачає, що захворювання викликаються мікроорганізмами, які можуть передаватися різними шляхами, включаючи дотик до зараженого предмета, крові та зараженої води. Було виявлено, що малярія є хворобою, що передається комарами, що пояснює, чому уникання «поганого повітря» поблизу боліт може попередити захворювання. Поліпшення циркуляції свіжого повітря, один із засобів, запропонованих теорією міазмів, залишається корисним за деяких обставин для позбавлення мікробів, що поширюються повітряно-крапельним шляхом, таких як SARS-CoV-2.
Деякі теорії підтримуються або походять з псевдонауки, яка претендує на те, щоб бути науковою та фактичною, але не дотримується наукового методу. Наукові теорії можна перевірити, і на їх основі зробити прогнози, які можна спростувати. Таким чином, наявність в дисципліні зростаючого переліку замінених теорій може бути ознакою непоганого рівня науки, і навпаки, відсутність замінених теорій може вказувати на проблеми з використанням наукового методу. До маргінальної науки належать теорії, які наразі не підтримуються консенсусом у більшої частині науковій спільноті, оскільки вони ніколи не мали достатньої емпіричної підтримки, або тому, що раніше вони були загальноприйнятими, але пізніше спростовані, або через те, що це попередні теорії, також відомі як протонаука, які можуть стати основними після емпіричного підтвердження. Деякі теорії, такі як лисенківщина, науковий расизм або жіноча істерія, були створені з політичних, а не емпіричних причин, і насаджувалися насильно.

## Відкинуті теорії

### Біологія
- Спонтанне зародження — принцип, що стосується спонтанного зародження складного життя з неживої матерії, згідно з яким цей процес є звичайним і повсякденним явищем, на відміну від розмноження від батька або батьків (англ. univocal generation). Спростовано експериментом Луї Пастера: спонтанне зародження мікроорганізмів не відбувалося при повторенні процесу без доступу нефільтрованого повітря; після того, як повітря атмосфери потрапляло до апарату, починався ріст бактерій[3].
- Трансмутація видів, ламаркізм, успадкування набутих ознак, лисенківщина — перші теорії еволюції. Не підтверджені експериментом і визнані застарілим дарвінівською еволюцією та менделівською генетикою, об'єднаними в синтетичній теорії еволюції, яка передбачає, що гени у формі ДНК є основним способом передачі батьківських характеристик нащадкам. Відкриття в епігенетиці показали, що деякими дуже обмеженими способами життєвий досвід організмів може впливати на розвиток їхніх дітей[4].
- Віталізм — теорія, згідно з якою живі істоти є живими завдяки певній «життєвій силі», незалежної від матерії, на відміну від певної конфігурації матерії. Вона була поступово дискредитована розвитком галузей органічної хімії, біохімії та молекулярної біології, які не змогли виявити жодної «життєвої сили». Синтез сечовини з ціанату амонію[en], проведений Фрідріхом Велером, був не великим спростуванням, а лише одним з кроків на довгому шляху спростування[5][6].
- Материнський відбиток[en] — теорія про те, що думки матері можуть створювати природжені вади. Не має експериментальної підтримки, є скоріше поняттям, ніж теорією, визнана застарілою та заміщена генетикою[7] (див. також фетальне походження захворювання дорослих[en], геномний імпринтинг).
- Преформізм — теорія, згідно з якою всі організми існували з самого початку життя, і що гамети містять мініатюрну, але повноцінну попередньо сформовану особину, а у випадку людини — гомункула. Теорія втратила підтримку, після того, як мікроскопія стала доступною. Замінена біологією, відкриттям ДНК і атомною теорією.
- Біогенетичний закон — теорія про те, що «онтогенез повторює філогенез»[8]. Див. закони ембріології фон Бера[en].
- Телегонія — теорія, згідно з якою нащадок може успадкувати характеристики від попереднього партнера своєї матері, а також своїх фактичних батьків; часто асоціюється з расизмом.
- Теорія походження людини з Азії — загальноприйнятою є теорія африканське походження людини, хоча гіпотеза походження сучасних людей з декількох регіонів має велику підтримку (яка включає минулі докази азійського походження).
- Науковий расизм — теорія про те, що людство складається з окремих вищих або нижчих рас. Заміщена еволюційною генетикою людини[en] та сучасною антропологією[9].
- Закони Менделя, класична генетика[en], хромосомна теорія спадковості Бовері–Саттона —перші генетичні теорії. Не визнані застарілими, але включені в молекулярну генетику.
- Теорія зародкової лінії[en] пояснює різноманітність імуноглобулінів, припускаючи, що кожне антитіло кодується в окремому гені зародкової лінії[10][11].

### Хімія
- Теорія теплоріду[en] — теорія про те, що рідина під назвою «теплорід» (англ. caloric), яка відштовхується сама від себе, являє собою тепло. Замінена термодинамікою.
- Класичні елементи — колись вважалося, що вся матерія складається з різних комбінацій класичних елементів (серед найвідоміших — повітря, земля, вогонь і вода). Антуан Лавуазьє остаточно спростував це у своїй публікації 1789 року «Навчальний трактат з хімії», яка містила перший сучасний список хімічних елементів.
- Електрохімічний дуалізм[en] — теорія, згідно з якою всі молекули є солями, що складаються з основних і кислотних оксидів.
- Теорія флогістону[en] — теорія про те, що горючі матеріали містять речовину під назвою «флогістон» (англ. phlogiston), яка потрапляє в повітря під час горіння. Замінений роботою Лавуазьє з окислення.
- Пункт 2 атомної теорії Дальтона був визнаний застарілим через відкриття ізотопів, а пункт 3 — через відкриття субатомних частинок і ядерних реакцій.
- Теорія радикалів[en] — теорія про те, що органічні сполуки існують як комбінації радикалів, які можуть обмінюватися в хімічних реакціях так само, як хімічні елементи можуть взаємозамінюватися в неорганічних сполуках.
- Віталізм — див. розділ про біологію.
- Стан зародження[en] — відноситься до форми хімічного елемента (або іноді сполуки) у разі їх вивільнення або утворення. Часто зустрічаються атомарний кисень[en] (Onasc) і водень, що зароджується[en] (Hnasc), а також хлор (Clnasc) або бром (Brnasc)[12].
- Полівода, гіпотетична полімерна форма води, властивості якої фактично виникли через забруднювачі, такі як піт.

### Фізика
- Емісійна теорія зору[en] — віра в те, що зір є можливим завдяки променями, що виходять з очей; була замінена підходом візуального сприйняття та більш складними теоріями зору[en].
- Фізика Арістотеля — замінена фізикою Ньютона.
- Закон заломлення світла Птолемея замінений законом Снеліуса.
- Світлоносний ефір — не вдалося виявити достатньо чутливим експериментом Майкельсона-Морлі; ця теорія застаріла завдяки роботі Ейнштейна.
- Теорія теплоріду[en] — спадкоємець флогістону Лавуазьє, спростована роботами Бенджаміна Томпсона та Джоуля.
- Трибоелектричний ефект — теорія про джерело електрики.
- Жива сила — елементарне та обмежене раннє формулювання принципу збереження енергії Готфрідом Лейбніцем.
- «Чисто електростатичні» теорії генерації різниці напруг .
- Емісійна теорія[en] — ще одна наразі застаріла теорія поширення світла.
- Електрорушійна сила — теорія, вперше сформульована Алессандро Вольта, яка неправильно трактувала активний агент гальванічного елемента як новий тип сили, що діє на заряди і утворюються лише від контакту електродів. Пізніше Майкл Фарадей правильно пояснив, що активним агентом є хімічні реакції.
- Рівновага природи — замінена теорією катастроф і теорією хаосу.
- Розвиток атомної теорії
  - Демокріт, засновник атомної теорії, вважав, що все складається з атомів, які не піддаються руйнуванню. Його твердження про те, що атоми неможливо зруйнувати, не є причиною того, що теорія була замінена, хоча пізніше вчені ототожнили поняття атомів із частинками, і наука згодом показала, що їх можна зруйнувати. Теорія Демокріта була замінена через його позицію про те, що кілька типів атомів пояснюють чисті матеріали, такі як вода чи залізо, і характеристики, які наука зараз ототожнює з молекулами, а не з незруйнованими первинними частинками. Демокріт також вважав, що між атомами існує порожній простір, структура якого відрізняється від атомів, і цей простір дозволяє атомам рухатися. Цей погляд на простір і матерію зберігався, доки Ейнштейн не описав простір-час як відносний і пов'язаний з матерією.
  - Модель атома Джона Дальтона, яка стверджувала, що атоми неподільні та незнищенні (замінена ядерною фізикою) і що всі атоми даного елемента ідентичні за масою (замінена відкриттям атомних ізотопів)[13].
  - Пудингова модель атома — припущення, що протони й електрони змішані в одній масі
  - Модель Резерфорда атома з непроникним ядром, навколо якого обертаються електрони
  - Модель Бора з квантованими орбітами
  - Модель електронної хмари, створена після розвитку квантової механіки в 1925 році, та остаточні атомні орбітальні моделі, отримані із квантово-механічного розв'язання атома водню

### Астрономія і космологія
- Система Птолемея — замінена геліоцентричною моделлю Миколая Коперника.
- Геоцентричний всесвіт — замінений геліоцентризмом Коперника
- Тихонічна система — замінений геліоцентризмом Коперника
- Геліоцентричний Всесвіт — застарів завдяки відкриттю структури Чумацького Шляху та червоного зсуву більшості галактик. Геліоцентризм застосовується лише до вибраної Сонячної системи, і лише приблизно, оскільки центр Сонця не знаходиться в центрі мас Сонячної системи.
- Арістотелівська динаміка небесних сфер[en] замінена еліптичною орбітою та законами руху планет Кеплера
- Тихонічна система — замінена законами руху Ньютона
- Теорія світлоносного ефіру
- Теорія стаціонарного всесвіту, модель, розроблена Германом Бонді, Томасом Голдом і Фредом Гойлом, згідно з якою всесвіт, що розширюється, був у стаціонарному стані і не мав початку. Теорія була конкурентом моделі великого вибуху, доки не було знайдено доказів, що підтверджують теорію великого вибуху і спростовують теорію стаціонарного всесвіту.

### Географія і клімат
- Річка Буенавентура[en]
- Теорія плоскої Землі, загальновідома як помилкова серед освічених людей у різних стародавніх і середньовічних суспільствах
- Невідома Південна земля (англ. Terra Australis), яка технічно є Антарктидою, але початкова ідея базувалася на недоведеному переконанні, що суша в північній півкулі повинна мати південну аналогію для балансу.
- Теорія порожнистої Землі
- Відкрите полярне море[en], вільне від льоду море, яке колись мало оточувати Північний полюс
- Дощ іде за плугом[en] — теорія про те, що людські поселення збільшують кількість опадів у посушливих регіонах (вірно лише в тій мірі, в якій поля випаровуються більше, ніж безплідна дика місцевість)
- Острів Каліфорнія —теорія про те, що Каліфорнія не була частиною материкової частини Північної Америки, а скоріше великим островом
- Внутрішнє море Австралії[14][15]
- Досучасний екологічний детермінізм (як пояснення моральної поведінки, на противагу сучасним теоріям, таким як виробничий фонд[en], державотворення та теорії соціальних наслідків глобального потепління)

- Кліматичний детермінізм
- Топографічний детермінізм
- Моральна географія
- Культурна акліматизація

- Глобальне похолодання
- Вододіл, як завжди, складається з пагорбів і гір.

### Геологія
- Абіогенне походження нафти[en] — хоча деяка кількість нафти майже напевно є абіогенною, переважна більшість походить від живих організмів
- Катастрофізм значною мірою був замінений уніформізмом і неокатастрофізмом
- Криптовибухові[en] кратери, тепер відкинуті на користь ударних кратерів і звичайного вулканізму.
- На зміну геології затоплення[en] прийшли сучасна геологія та стратиграфія
- На зміну нептунізму прийшли плутонізм і вулканізм
- Гранітизація, дискредитована альтернатива магматичного походження гранітів
- Моногляціація, ідея про те, що на Землі був один льодовиковий період, замінена полігляціацією, ідеєю про те, що Земля пройшла через кілька періодів широкого льодовикового покриву[16]
- Осциляційна теорія підняття та опускання рівня суші під час дегляціації
- Наступні теорії були замінені тектонікою плит:
  - Теорія піднесення кратера[en]
  - Гіпотеза розширення Землі (замінена тектонікою плит)
  - Контракційна гіпотеза
  - Теорія геосинкліналей
  - Теорія коливань Гаармана[en]
  - Різні загублені землі, включаючи Лемурію

### Психологія
- Чисто біхевіористські пояснення засвоєння мови в дитинстві, спростовані дослідженнями когнітивних адаптацій до мови[17].
- Психомоторне формування[en], псевдонауковий підхід до лікування інтелектуальних розладів, травм головного мозку, труднощів у навчанні та інших когнітивних захворювань[18].

### Медицина
- Теорія чотирьох тілесних гуморів (див. також Чотири темпераменти[en])
  - Героїчна медицина[en] — терапевтичний метод, який випливає з віри в дисбаланс гумору тіла як причину захворювань.
- Теорія міазмів[en] — теорія про те, що хвороби викликані «поганим повітрям». Не має експериментальної підтримки, і визнана застарілою через мікробну теорію захворювання.
- Френологія — теорія високо локалізованої функції мозку, популярна в медицині 19 століття.
- Гомеопатія — теорія, згідно з якою хворобу можна вилікувати нескінченно малими дозами речовини, яка її викликала.
- Еклектична медицина[en] — трансформована в альтернативну медицину і більше не вважається науковою теорією
- Фізіогноміка, пов'язана з френологією, вважала, що внутрішній характер тісно пов'язаний із зовнішністю
- Зубний черв'як[en], помилкова теорія про причину карієсу, пародонтиту та зубного болю

## Застарілі галузі дослідження
- Алхімія, яка призвела до розвитку хімії
- Астрологія, яка призвела до розвитку астрономії
- Френологія, псевдонаука
- Нумерологія, псевдонаука

## Теорії, які зараз вважаються незавершеними
Ці теорії більше не вважаються найбільш повним відображенням реальності, але залишаються корисними в окремих сферах або за певних умов. Для деяких теорій відома більш повна модель, але для практичного використання більш грубе наближення забезпечує хороші результати з набагато меншими вимогами до обчисленнь.
- Механіка Ньютона була розширена теорією відносності і квантовою механікою. Релятивістські поправки до ньютонівської механіки незмірно малі при швидкостях, що не наближаються до швидкості світла[19], а квантові поправки зазвичай незначні в атомних або більших масштабах[20]; Механіка Ньютона є цілком задовільною при обчисленнях в техніці та фізиці за більшості обставин. Аномальна прецесія перигелію Меркурія була першим доказом того, що теорія відносності є точнішою моделлю, ніж ньютонівська гравітація.
- Класична електродинаміка є дуже близьким наближенням до квантової електродинаміки, за винятком дуже малих масштабів і низької напруженості поля.
- Атомна модель Бора була розширена квантово-механічною моделлю атома.
- Формула, відома як закон Ньютона про синус-квадрат опору повітря[en] для сили дії рідини на тіло, насправді була сформульована не Ньютоном, а іншими за допомогою методу обчислення, використаного Ньютоном; була визнана неправильною і некорисною, за винятком високошвидкісного гіперзвукового потоку[21].
- Колись популярний цикл ерозії зараз вважається однією з багатьох можливостей еволюції ландшафту[22].
- Теорія дрейфу континентів була включена в тектоніку плит і вдосконалена нею.

### Списки
- Список поширених помилкових уявлень, у тому числі щодо наукових тем
- Список спростованих речовин[en]
- Список дослідів
- Список тем, які характеризуються як псевдонаука